# Dormagen
Dormagen é uma cidade da Alemanha localizada no distrito de Neuss, região administrativa de Düsseldorf, estado da Renânia do Norte-Vestfália.